# Taijo Teniste
Taijo Teniste est un footballeur estonien né le 31 janvier 1988 à Tartu en RSS d'Estonie.

## Statistiques

### En club
| Saison | Club            | Pays    | Championnat  | Championnat | Championnat | Europe  | Europe | Europe |
| Saison | Club            | Pays    | Division     | Matchs      | Buts        | Coupe   | Matchs | Buts   |
| ------ | --------------- | ------- | ------------ | ----------- | ----------- | ------- | ------ | ------ |
| 2005   | Levadia Tallinn | Estonie | Meistriliiga | 12          | 2           | C1      | 1      | 0      |
| 2006   | Levadia Tallinn | Estonie | Meistriliiga | 6           | 0           | /       | -      | -      |
| 2007   | Levadia Tallinn | Estonie | Meistriliiga | 19          | 1           | C1      | 2      | 0      |
| 2008   | Levadia Tallinn | Estonie | Meistriliiga | 31          | 2           | C1      | 2      | 0      |
| 2009   | Levadia Tallinn | Estonie | Meistriliiga | 24          | 3           | C1 / C3 | 4 / 2  | 0 / 0  |
| 2010   | Levadia Tallinn | Estonie | Meistriliiga | 33          | 1           | C1      | 2      | 0      |
| 2011   | Levadia Tallinn | Estonie | Meistriliiga | 23          | 4           | C3      | 2      | 0      |
| 2011   | Sogndal Fotball | Norvège | Tippeligaen  | 7           | 0           | /       | -      | -      |
| 2012   | Sogndal Fotball | Norvège | Tippeligaen  | 24          | 0           | -       | -      | -      |

### En sélection nationale
| Sélection | Année  | Matchs | Buts |
| --------- | ------ | ------ | ---- |
| Estonie A | 2007   | 3      | 0    |
| Estonie A | 2009   | 2      | 0    |
| Estonie A | 2010   | 1      | 0    |
| Estonie A | 2011   | 5      | 0    |
| Estonie A | 2012   | 6      | 0    |
| Totaux    | Totaux | 17     | 0    |

## Palmarès
- Levadia Tallinn :
  - Champion d'Estonie : 2006, 2007, 2008 et 2009.
  - Vainqueur de la Coupe d'Estonie : 2005, 2007 et 2010.
  - Vainqueur de la Supercoupe d'Estonie : 2010.